# 舒清
舒清（1441年—？），字本直，江西饒州府德興縣人，明朝政治人物。進士出身。

## 生平
江西鄉試第十二名。成化二年（1466年）丙戌科會試第二十五名，殿試登進士第二甲第二十三名。曾任河南参议、四川参政、广西左布政等职务。著有《直庵集》。

## 家族
曾祖舒仲吾。祖父舒昭遠。父亲舒琥。